# Dexter McDougle
Dexter McDougle (Woodbridge, 8 aprile 1991) è un ex giocatore di football americano statunitense che ha giocato nel ruolo di cornerback. Al college ha giocato a football all'Università del Maryland.

## Carriera professionistica

### New York Jets
McDougle fu scelto dai New York Jets nel corso del terzo giro (80º assoluto) del Draft NFL 2014. Dopo non essere mai sceso in campo nella sua prima stagione, debuttò come professionista subentrando nella settimana 2 del 2015 contro gli Indianapolis Colts mettendo a segno un tackle. La sua annata si concluse con 14 presenze.

### Philadelphia Eagles
Il 27 agosto 2017, McDougle fu scambiato con i Philadelphia Eagles in cambio di Terrence Brooks.